# Stanislaus Joyce
Pour les articles homonymes, voir Joyce.
Stanislaus Joyce (17 décembre 1884 - 16 juin 1955) est un professeur et écrivain irlandais qui vécut de nombreuses années en Italie. Il était le frère de James Joyce. 

## Biographie
Considéré comme une « pierre à aiguiser » par son célèbre frère dont il partageait les idées et les livres, Stanislaus était trois ans plus jeune que James et il fut un inséparable compagnon de sa jeunesse. Stanislaus fut comme son frère rebelle à l'Irlande qui l'avait vu naître et en 1905 il rejoignit le ménage de James à Trieste au 1, Via Santa Caterina.
Il travailla comme professeur d'anglais à l'école Berlitz aux côtés de son frère. Dès 1903 il avait commencé à tenir un journal notant ses réflexions sur la philosophie et la littérature ainsi que celles de son frère; il reprit ce journal pendant son séjour à Trieste. Ce Livre des jours ainsi qu'il l'appelait, éclairait la vie de James Joyce de 1906 à 1909. Le journal montre que Stanislaus, réellement le « gardien de son frère », vint au secours de son frère à de multiples reprises pour le sortir de difficultés financières. Après 1908, il vécut seul bien qu'il soit possible qu'il ait vécu de nouveau quelque temps chez les James en 1909.
Arrêté comme irrédentiste le 28 décembre 1914, au début de la Première Guerre mondiale, il fut interné par les Autrichiens à Katzenau près de Linz. Après sa libération, il rejoignit la famille de sa sœur Eileen. Stanislaus occupa la chaire de son frère à la Scuola Superiore di Commercio “Revoltella” en 1920; cette école fut absorbée par l'université de Trieste et il continua d'y enseigner l'anglais jusqu'à la fin de sa vie. Le 13 août 1928 Stanislaus épousa Nelly Lichtensteiger. Ils eurent un fils — James — qui naquit en février 1943. À cause de ses positions anti-fascistes, Stanislaus dut déménager en 1941 à Florence où il vécut protégé des Allemands par de riches familles italiennes et américaines.
Plus tard il publia Souvenirs de James Joyce (1950) ; puis après sa mort un 16 juin (anniversaire du jour décrit par James dans Ulysse) parurent Le Gardien de mon frère (1957) et Journal de Dublin (1962). Dans les années 50, Stanislaus assista Richard Ellman, le biographe de son frère, dans l'écriture de son monumental James Joyce (1959).
Stanislas combattit très souvent son frère et aussi sa belle-sœur Nora Barnacle, mais ils partagèrent une vision commune de la littérature en dépit du fait que Stanislaus n'atteignit pas le niveau d'érudition de son frère. Stanislas se concentra dans des études académiques plutôt que dans les envolées d'une imagination littéraire débridée. De son frère il écrivit : « Il me semble que c'est presque un miracle que quelqu'un se soit efforcé de cultiver la poésie ou ait tenu à s'insérer dans le courant de la pensée européenne dans des conditions de vie comme les nôtres, si typiques de la misère noire d'une génération d'alcooliques. Un dessein venant du fond de lui-même l'a transfiguré. »

## Publications
- Le Gardien de mon frère, Gallimard, 1966
- Journal de Dublin, Gallimard, 1967